# Mikrognathie
Die Mikrognathie  (von  μικρός mikrós ‚klein‘, ‚eng‘ und γνάϑος gnathos  ‚Kiefer‘) gehört zu den Dysgnathien und bezeichnet einen zu kleinen Ober- oder Unterkiefer. Mitunter wird der Begriff Mikrognathie nur für die Unterentwicklung (Hypoplasie) des Oberkiefers und für Hypoplasie des Unterkiefers der Begriff Mikrogenie verwendet.
Ist lediglich die Lage, nicht aber die Größe des Kiefers verändert, spricht man bei einer Rückverlagerung von einer Mandibulären oder Maxillären Retrognathie.
Synonyme sind:  Brachygnatie; Hypognathie; englisch Micrognathism 

## Formen
Eine Mikrognathie kann grundsätzlich als Folge einer Operation am Kiefer erworben werden, meist ist sie jedoch angeboren.

## Im Rahmen von Syndromen
Eine Mikrognathie kann bei einer Reihe von Syndromen auftreten:
- Akrogerie
- Bloom-Syndrom
- Coffin-Lowry-Syndrom
- COFS-Syndrom
- DiGeorge-Syndrom
- Dinno-Syndrom[3]
- Ehlers-Danlos-Syndrom
- Fetales Alkoholsyndrom
- Frontometaphysäre Dysplasie
- gPAPP-Mangel
- Graham-Cox-Syndrom (Corpus-callosum-Agenesie – geistige Retardierung – Kolobom – Mikrognathie)[4]
- Hallermann-Streiff-Syndrom
- Hemifaziale Mikrosomie
- Johanson-Blizzard-Syndrom
- Juvenile idiopathische Arthritis
- Kampomele Dysplasie
- Katzenschrei-Syndrom
- Marfan-Syndrom
- Melnick-Needles-Syndrom
- Mesomele Dysplasie Typ Verloes-David-Pfeiffer
- Metaphysäre Chondrodysplasie Typ Jansen
- Noonan-Syndrom
- Oto-palato-digitales Syndrom Typ 2
- Pierre-Robin-Syndrom
- Prader-Willi-Syndrom
- Progerie
- Rötelnembryofetopathie
- Russell-Silver-Syndrom
- Seckel-Syndrom
- SGFLD-Syndrom[5]
- Smith-Lemli-Opitz-Syndrom
- Stickler-Syndrom
- Treacher-Collins-Syndrom
- Trisomie 13 (Patau-Syndrom)
- Trisomie 18 (Edwards-Syndrom)
- Turner-Syndrom
- Wolf-Hirschhorn-Syndrom
- Yunis-Varon-Syndrom

## Klinische Erscheinungen
Klinische Kriterien sind:
- Zu kleiner Kiefer, häufig mit Retrognathie, eventuell auch Mikrostomie
- Während der Wachstumsperiode kann sich das Ausmaß der Verkleinerung spontan reduzieren
- Assoziiert mit Gaumenspalten[6] und Atemstörungen mit Verlegung der oberen Luftwege und dem Risiko eines obstruktiven Schlafapnoe-Syndroms.[7]
- Häufig Störung der Zahnentwicklung

In ausgeprägten Fällen kann eine Intubation oder die Ernährung erschwert sein.

## Diagnose
Die Diagnose ergibt sich bereits klinisch und kann durch Röntgenaufnahmen dokumentiert werden.
Bereits intrauterin ist durch Feinultraschall oder fetales MRT die Erfassung möglich.

## Therapie
Die Behandlung ist abhängig vom Ausmaß der Mikrognathie, operative Korrekturen sollten in spezialisierten Zentren erfolgen.